# Четиридесет и девета македонска дивизия на НОВЮ
Четиридесет и девета македонска дивизия на НОВЮ е комунистическа партизанска единица във Вардарска Македония, участвала в така наречената Народоосвободителна войска на Югославия.
Създадена е на 10 септември 1944 година в битолското село Църновец. Състои се от пета и седма македонска ударни бригади и Битолско-преспански партизански отряд „Даме Груев“. От октомври 1944 година дивизията е попълнена от втора македонска ударна бригада и Леринско-костурски македонски народоосвободителен батальон Гоце. С този нов състав от 4200 души цялата дивизия влиза в състава на Петнадесети корпус на НОВЮ. На 2 септември 1944 година е освободен град Прилеп и на мястото на втора македонска ударна бригада влиза девета македонска ударна бригада. След това състава на дивизията включва пета, седма и девета македонска ударни бригади и Първа егейска ударна бригада. Дивизията участва в боеве по направленията Лерин-Битоля и Охрид-Ресен-Битоля-Прилеп против силите на група армии „Егея“ След декември 1944 година в състава и влизат шеста, девета и единадесета македонска ударни бригади и първа македонска артилерийска бригада.

## Командване
- Васко Карангелевски – командир
- Лазар Калайджийски – заместник-командир
- Гьоре Симакоски - политически комисар (към 6 октомври 1944)[2]
- Гьоре Дамевски, политически комисар на батальон
- Владимир Стрезовски – началник-щаб